# Eitorfer Schweiz

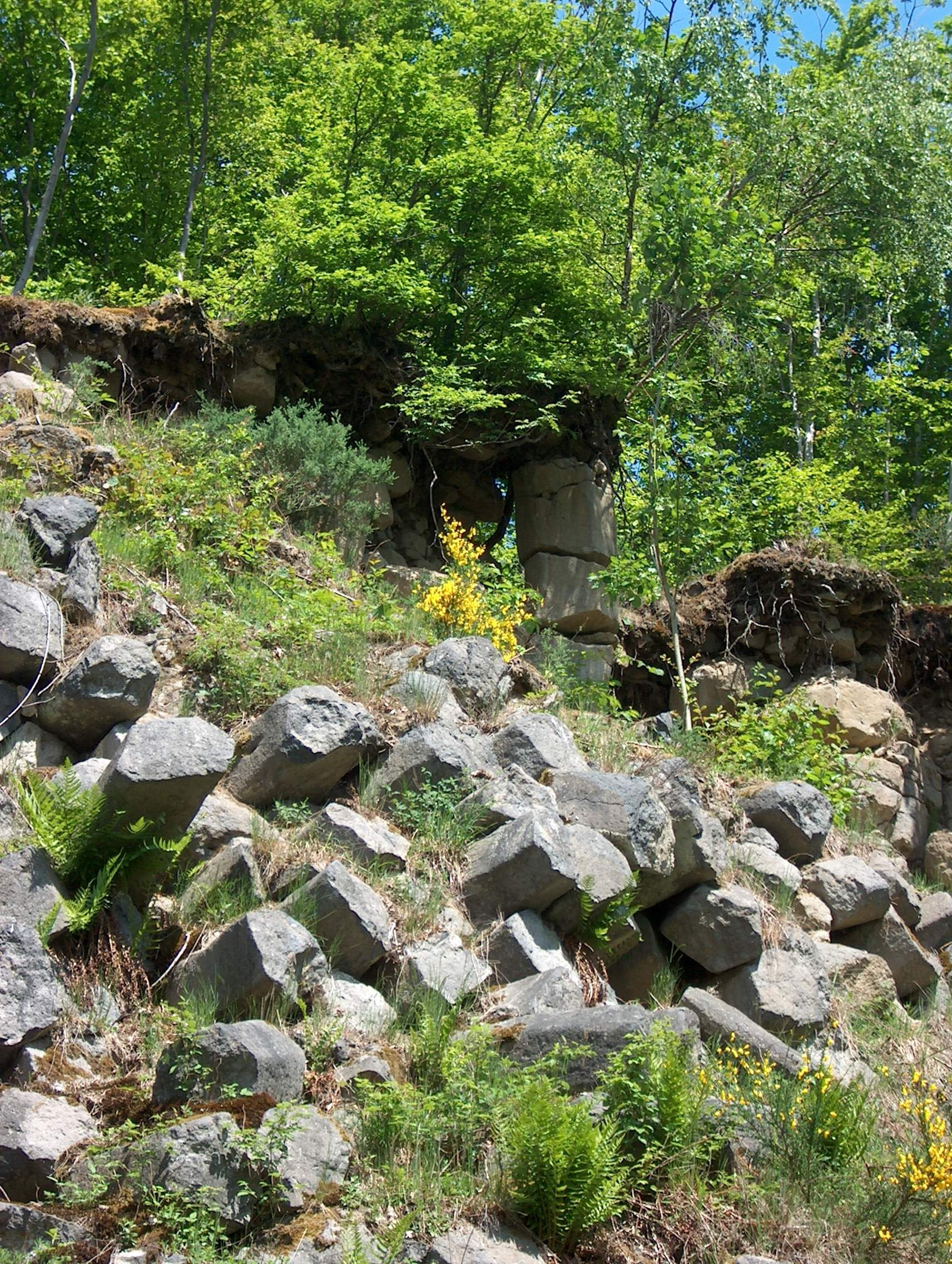
In dem daher benannten Ortsteil Stein wurden gewerbsmäßig die Basaltsäulen abgebaut, die sich in erstarrender Lava bilden. Das Gebiet ist heute als Lebensraum der Gelbbauchunke unter Naturschutz gestellt.

Zur Eitorfer Schweiz gehören die folgenden Ortsteile der Gemeinde Eitorf:
- Käsberg
- Obenroth
- Lascheid
- Stein
- Keuenhof-Hove
- Mühleip

sowie das untergegangene Forsthaus Hüppelröttchen. Das an der Leuscheid gelegene Hügelgebiet erhebt sich über dem Eitorfer Talkessel und dem Eiper Tal gegen Südost und bildet die ersten Höhenzüge zum Westerwald.
Es gibt hier einen regen Junggesellenverein, einen Hundeübungsplatz und einen Waldlehrpfad.

## Basaltsteinbruch Stein
Der Vulkan von Stein ist als Naturdenkmal NSG SU-086 eingetragen. Der Basalt hat ein Alter von 19 Millionen Jahren. Er bedeckt eine Fläche von 0,1 km², die Säulenhöhe beträgt 15–20 m.
Der Großteil der ca. 270 Basaltbildungen des Mittelrheingebiets hat eine geringere Dicke. Der Vulkan in Stein bildet eine der wenigen Ausnahmen. Nach dem heutigen Kenntnisstand über die Entstehung der Basaltvulkane im Rheinland und aufgrund von Untersuchungen an dem hiesigen Vorkommen durch das geologische Landesamt Nordrhein-Westfalen in Krefeld, lässt sich das vulkanische Geschehen in Stein wie folgt rekonstruieren: Die Förderung des basaltischen Magmas erfolgte am nordwestlichen Rand des Vorkommens über einen röhrenförmigen Schlot, der unter dem Druck weiter nachdringender Massen im Südosten auseinanderbrach. Die Lava strömte in eine dem Vulkan unmittelbar vorgelagerte, mehr als 20 m tiefe Senke, wo sie sich aufstaute und zur Lavadecke erstarrte. In den folgenden 19 Millionen Jahren wurde der Schlackenkegel des Vulkans vollständig aufgebaut. Das Gestein des in der Lavadecke angelegten Steinbruchs weist die für Basalte typischen abkühlungsbedingten Absonderungsformen auf, überwiegend fünf – und sechskantige Säulen. Die vor den Steinbruchwänden flachliegenden Säulen sind bei den Spreng – und Abbrucharbeiten verstürzt.
Der Steinbruch ist ein Refugium für seltene Tiere und Pflanzen. Vor allem der Russische Bär (eine Schmetterlingsart) und die Gelbbauchunke sind hier als bedrohte Tierarten zu nennen.